# ラミル・グリエフ

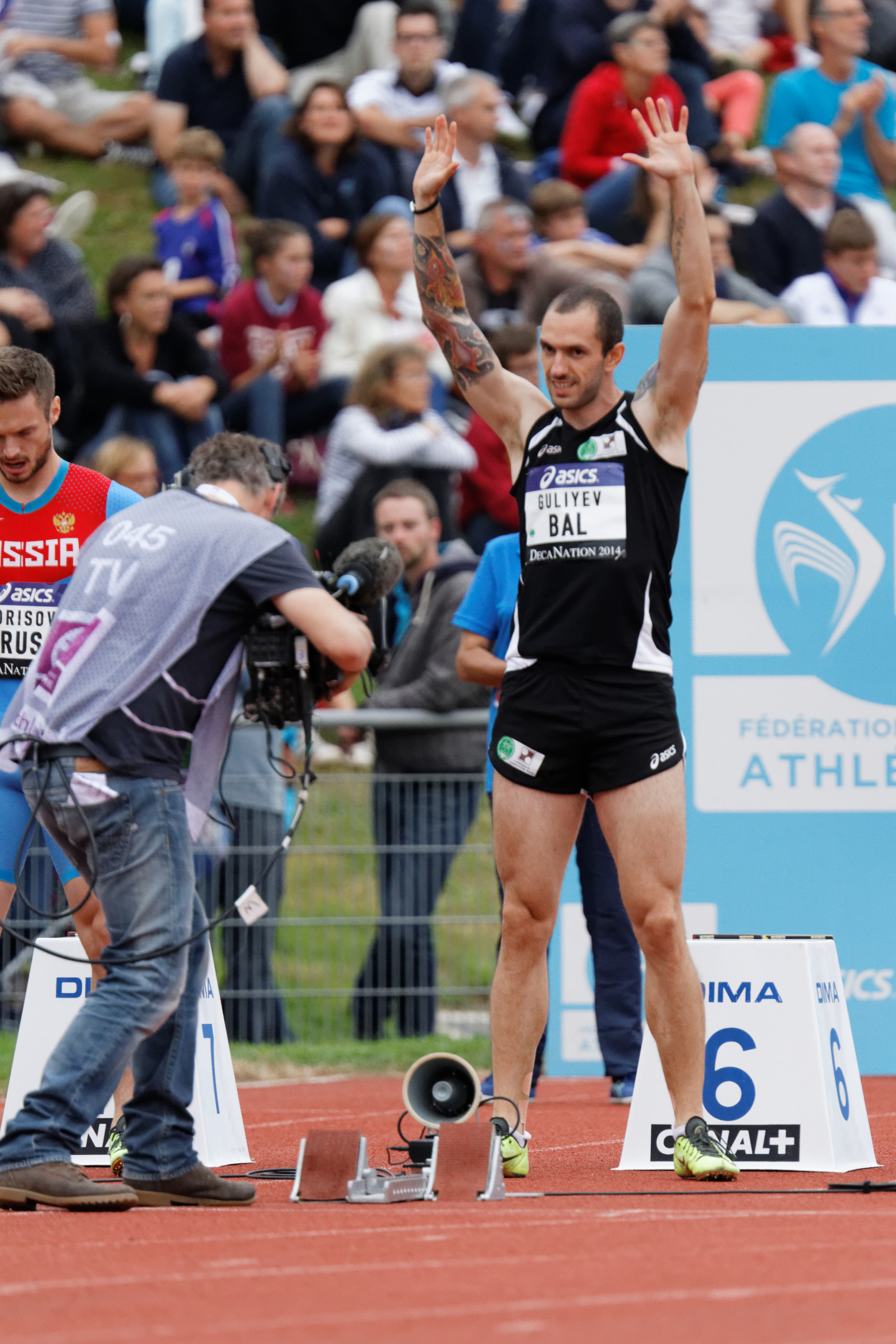
2014年デカネーション

ラミル・グリエフ（Ramil Guliyev、1990年5月29日 ‐ ）は、アゼルバイジャン・バクー出身でトルコ国籍の陸上競技選手。専門は短距離走。100mで9秒97（トルコ歴代2位）、200mで19秒76（トルコ記録）の自己ベストを持つ。2017年ロンドン世界選手権男子200mの金メダリストである。
200mがメインのスプリンターで、19歳だった2009年にはウサイン・ボルト（19秒93）に次ぐジュニア世界歴代3位の20秒04（+0.1）をマーク、ベルリン世界選手権でファイナリストになるなど活躍。その後は充実した陸上の環境を求め、2011年4月5日にトルコの市民権を取得し、2013年4月4日からトルコ代表として競技している。オリンピックと世界選手権の200mでは4回決勝に進出し、2017年ロンドン世界選手権でトルコ初の金メダルを獲得した。

## 経歴

### 2009年

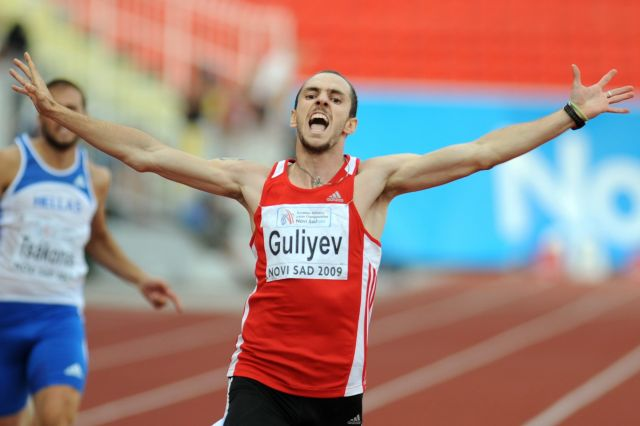
2009年ヨーロッパジュニア選手権

7月のベオグラードユニバーシアード男子200m決勝において、ジュニア世界歴代2位・ジュニアヨーロッパ記録となる20秒04（+0.1）をマークして金メダルを獲得した。
8月のベルリン世界選手権男子200mに出場。過去に世界選手権の200mで予選を突破したアゼルバイジャンの選手はいなかったが、グリエフは1次予選を21秒12（+0.2）の組2着で突破してアゼルバイジャン初の予選突破者となると、2次予選を20秒40（-0.3）の組2着、準決勝を20秒28（+0.3）の組4着で突破し、アゼルバイジャン初のファイナリストとなった。決勝では2次予選や準決勝よりもタイムを落として20秒61（-0.3）の7位に終わった。

### 2015年
8月の北京世界選手権男子200m予選で20秒01（-0.3）のトルコ記録（当時）を樹立し、自身の持つトルコ記録を0秒20更新するとともに、6年ぶりに自己ベストを0秒03更新した。予選を全体トップのタイムで突破すると、準決勝は20秒10（+0.8）で組3着に入り、着順ではなくタイムで拾われて決勝に進出。決勝ではタイムを落とし20秒11（-0.1）の6位に終わったが、2009年ベルリン大会の7位を上回る最高成績となった。
9月8日のワールドチャレンジ・ザグレブ大会 (Hanžeković Memorial) 男子200mで19秒88（-0.4）のトルコ記録を樹立。従来の自己ベストおよびトルコ記録である20秒01を塗り替えて19秒台に突入し、ヨーロッパ歴代6位に名を連ねた。

### 2016年
7月のアムステルダムヨーロッパ選手権に出場すると、男子100m準決勝で10秒07（+1.5）をマークし、自己ベストを7年ぶりに0秒01更新して決勝に進出したが、決勝はタイムを落として10秒23（0.0）の6位に終わった。200mでも決勝に進出すると、惜しくも金メダルには0秒06届かなかったが、20秒51（-0.9）の2位で銀メダルを獲得した。
8月のリオデジャネイロオリンピックに出場すると、男子200m予選で20秒23（+0.3）、準決勝で20秒09（-0.3）と、両ラウンドでシーズンベストをマークし、タイムで拾われて決勝に進出した。オリンピックの200mでは男女通じてトルコ勢初の決勝となったが、20秒43（-0.5）とタイムを落として8位に終わった。男子4×100mリレーでは予選でアンカーを務め、38秒30のトルコ記録を樹立したものの決勝には進めなかった。

### 2017年
5月のイスラム諸国連帯競技大会 (en) に出場すると、男子100m決勝を10秒06（+0.6）の自己ベスト（当時）、男子200m決勝を20秒08（+0.6）でそれぞれ制したが、トルコチームのアンカーを務めた男子4×100mリレー決勝は39秒56で2位に終わり（1位と0秒01差）、生まれ育ったアゼルバイジャン・バクーで開催された大会で惜しくも3冠は逃した。
6月13日のワールドチャレンジ・パーヴォ・ヌルミ・ゲームズ (en) 男子100m決勝で10秒02（+1.5）の自己ベスト（当時）をマーク。約1か月前にマークした自己ベストを0秒04更新し、9秒台に0秒03と迫った。
7月6日のトルコスーパーリーグ（Turkish Super League）男子100mで9秒97（+1.5）の自己ベストをマークし、初めて10秒の壁を破った。これにより、100mの10秒の壁と200mの20秒の壁を破ったヨーロッパ史上6人目の選手となった。
8月のロンドン世界選手権男子200mでは2大会連続で決勝に進出すると、決勝では男子400mとの2冠がかかっていたウェイド・バンニーキルクをフィニッシュ直前でかわし（0秒02差）、20秒09（-0.1）で優勝を飾った。これは世界選手権の全ての種目を通じてトルコが獲得した初の金メダルであり、トルコの男子選手が獲得した初のメダルという快挙だった。男子4×100mリレーではアンカーを務め、予選をトルコ記録（38秒30）に迫る38秒44で突破したが、決勝は38秒73とタイムを落とし7位に終わった。

## 自己ベスト
記録欄の（　）内の数字は風速（m/s）で、+は追い風、-は向かい風を意味する。
| 種目 | 記録          | 年月日        | 場所       | 備考                         |
| 屋外 | 屋外          | 屋外          | 屋外       | 屋外                         |
| ---- | ------------- | ------------- | ---------- | ---------------------------- |
| 100m | 9秒97 (+1.5)  | 2017年7月6日  | ブルサ     | トルコ歴代2位                |
| 200m | 19秒76 (+0.7) | 2018年8月9日  | ベルリン   | ヨーロッパ歴代2位 トルコ記録 |
| 室内 |               |               |            |                              |
| 60m  | 6秒58         | 2012年1月13日 | スームィ   |                              |
| 200m | 21秒05        | 2012年2月14日 | リエヴァン |                              |

### アゼルバイジャン記録
| 種目 | 記録          | 年月日        | 場所           |      |
| 屋外 | 屋外          | 屋外          | 屋外           | 屋外 |
| ---- | ------------- | ------------- | -------------- | ---- |
| 100m | 10秒08 (+1.3) | 2009年6月13日 | イスタンブール |      |
| 200m | 20秒04 (+0.1) | 2009年7月10日 | ベオグラード   |      |
| 室内 |               |               |                |      |
| 200m | 21秒51        | 2009年2月4日  | タリン         |      |
| 300m | 33秒62        | 2009年2月1日  | モスクワ       |      |

## 主要大会成績
備考欄の記録は当時のもの
| 年               | 大会                                              | 場所             | 種目             | 結果             | 記録             | 備考                                        |
| アゼルバイジャン | アゼルバイジャン                                  | アゼルバイジャン | アゼルバイジャン | アゼルバイジャン | アゼルバイジャン | アゼルバイジャン                            |
| ---------------- | ------------------------------------------------- | ---------------- | ---------------- | ---------------- | ---------------- | ------------------------------------------- |
| 2006             | 世界ジュニア選手権                                | 北京             | 100m             | 予選             | 10秒91 (+0.6)    | ジュニアアゼルバイジャン記録                |
| 2007             | 世界ユース選手権 (en)                             | オストラヴァ     | 200m             | 2位              | 20秒72 (-0.2)    |                                             |
| 2007             | ヨーロッパ ユースオリンピック フェスティバル (en) | ベオグラード     | 100m             | 優勝             | 10秒50 (+2.3)    |                                             |
| 2007             | ヨーロッパ ユースオリンピック フェスティバル (en) | ベオグラード     | 200m             | 優勝             | 20秒98 (+0.1)    |                                             |
| 2008             | 世界室内選手権                                    | バレンシア       | 60m              | 予選             | 6秒84            |                                             |
| 2008             | 世界ジュニア選手権                                | ブィドゴシュチュ | 200m             | 5位              | 21秒00 (-0.9)    |                                             |
| 2008             | オリンピック                                      | 北京             | 200m             | 2次予選          | 20秒66 (+0.3)    |                                             |
| 2009             | ヨーロッパ室内選手権 (en)                         | トリノ           | 60m              | 7位              | 6秒67            |                                             |
| 2009             | ヨーロッパジュニア選手権 (en)                     | ノヴィ・サド     | 100m             | 2位              | 10秒16 (+0.2)    |                                             |
| 2009             | ヨーロッパジュニア選手権 (en)                     | ノヴィ・サド     | 200m             | 優勝             | 20秒33 (-0.1)    | 大会記録                                    |
| 2009             | ユニバーシアード (en)                             | ベオグラード     | 200m             | 優勝             | 20秒04 (+0.1)    | アゼルバイジャン記録 ジュニアヨーロッパ記録 |
| 2009             | 世界選手権                                        | ベルリン         | 200m             | 7位              | 20秒61 (-0.3)    |                                             |
| トルコ           |                                                   |                  |                  |                  |                  |                                             |
| 2013             | 地中海競技大会 (en)                               | メルスィン       | 100m             | 2位              | 10秒23 (+0.2)    | トルコ記録                                  |
| 2013             | 地中海競技大会 (en)                               | メルスィン       | 200m             | 2位              | 20秒46 (-0.7)    | トルコ記録                                  |
| 2014             | バルカン選手権 (en)                               | ピテシュティ     | 100m             | 優勝             | 10秒24 (+1.4)    |                                             |
| 2014             | バルカン選手権 (en)                               | ピテシュティ     | 200m             | 優勝             | 21秒04 (-3.0)    |                                             |
| 2014             | ヨーロッパ選手権                                  | チューリッヒ     | 100m             | 予選             | DQ               | 不正スタート                                |
| 2014             | ヨーロッパ選手権                                  | チューリッヒ     | 200m             | 6位              | 20秒48 (-1.6)    | 準決勝20秒38 (-0.4)：トルコ記録             |
| 2014             | ヨーロッパ選手権                                  | チューリッヒ     | 4x100mR          | 予選             | 39秒83 (4走)     |                                             |
| 2015             | 世界リレー (en)                                   | ナッソー         | 4x200mR          | 予選             | 1分23秒55 (2走)  | トルコ記録                                  |
| 2015             | ユニバーシアード (en)                             | 光州             | 100m             | 3位              | 10秒16 (0.0)     |                                             |
| 2015             | ユニバーシアード (en)                             | 光州             | 200m             | 3位              | 20秒59 (-2.5)    |                                             |
| 2015             | バルカン選手権                                    | ピテシュティ     | 200m             | 優勝             | 20秒59 (-2.4)    |                                             |
| 2015             | バルカン選手権                                    | ピテシュティ     | 4x100mR          | 優勝             | 39秒35 (2走)     |                                             |
| 2015             | 世界選手権                                        | 北京             | 200m             | 6位              | 20秒11 (-0.1)    | 予選20秒01 (-0.3)：自己ベスト・トルコ記録   |
| 2016             | バルカン選手権                                    | ピテシュティ     | 100m             | 優勝             | 10秒30 (-1.1)    |                                             |
| 2016             | バルカン選手権                                    | ピテシュティ     | 200m             | 優勝             | 20秒98 (-2.7)    |                                             |
| 2016             | ヨーロッパ選手権                                  | アムステルダム   | 100m             | 6位              | 10秒23 (0.0)     | 準決勝10秒07 (+1.5)：自己ベスト             |
| 2016             | ヨーロッパ選手権                                  | アムステルダム   | 200m             | 2位              | 20秒51 (-0.9)    |                                             |
| 2016             | ヨーロッパ選手権                                  | アムステルダム   | 4x100mR          | 予選             | 39秒58 (4走)     |                                             |
| 2016             | オリンピック                                      | リオデジャネイロ | 200m             | 8位              | 20秒43 (-0.5)    |                                             |
| 2016             | オリンピック                                      | リオデジャネイロ | 4x100mR          | 予選             | 38秒30 (4走)     | トルコ記録                                  |
| 2017             | イスラム諸国連帯 競技大会 (en)                    | バクー           | 100m             | 優勝             | 10秒06 (+0.6)    | 自己ベスト                                  |
| 2017             | イスラム諸国連帯 競技大会 (en)                    | バクー           | 200m             | 優勝             | 20秒08 (+0.6)    |                                             |
| 2017             | イスラム諸国連帯 競技大会 (en)                    | バクー           | 4x100mR          | 2位              | 39秒56 (4走)     |                                             |
| 2017             | 世界選手権                                        | ロンドン         | 200m             | 優勝             | 20秒09 (-0.1)    | 全ての種目を通じトルコ初の金メダル          |
| 2017             | 世界選手権                                        | ロンドン         | 4x100mR          | 7位              | 38秒73 (4走)     |                                             |
| 2018             | ヨーロッパ選手権                                  | ベルリン         | 200m             | 優勝             | 19秒76 (+0.7)    | 自己ベスト・トルコ記録                      |
| 2018             | ヨーロッパ選手権                                  | ベルリン         | 4x100mR          | 2位              | 37秒98           | トルコ記録                                  |
| 2018             | IAAFコンチネンタルカップ                          | オストラヴァ     | 200m             | 2位              | 20秒28 (-1.6)    |                                             |
| 2018             | IAAFコンチネンタルカップ                          | オストラヴァ     | 4x100mR          | 2位              | 38秒96 (4走)     |                                             |

### ダイヤモンドリーグ
ダイヤモンドリーグの総合成績を記載。獲得ポイント欄の（　）内は出場したポイント対象レースの数を意味する。
| 年   | 種目 | 総合順位 | 獲得ポイント |
| ---- | ---- | -------- | ------------ |
| 2016 | 200m | 6位      | 6 (2レース)  |

優勝したダイヤモンドリーグ個人種目の成績を記載。金色の背景はポイント対象レースを意味する。
| 年   | 大会                   | 場所           | 種目 | 記録          | 備考 |
| ---- | ---------------------- | -------------- | ---- | ------------- | ---- |
| 2017 | ミーティング・ド・パリ | パリ           | 200m | 20秒15 (-0.5) |      |
| 2017 | バーミンガムグランプリ | バーミンガム   | 200m | 20秒17 (-0.1) |      |
| 2018 | ビスレットゲームズ     | オスロ         | 200m | 19秒90 (+1.0) |      |
| 2018 | バーミンガムグランプリ | ストックホルム | 200m | 19秒92 (+0.9) |      |